# Siemens & Halske
Siemens & Halske AG (o Siemens-Halske) fue una empresa alemana de ingeniería eléctrica fundada en 1847 por Werner Siemens y por Johann Georg Halske, desaparecida en 1966 al pasar a formar parte de Siemens AG.

## Historia

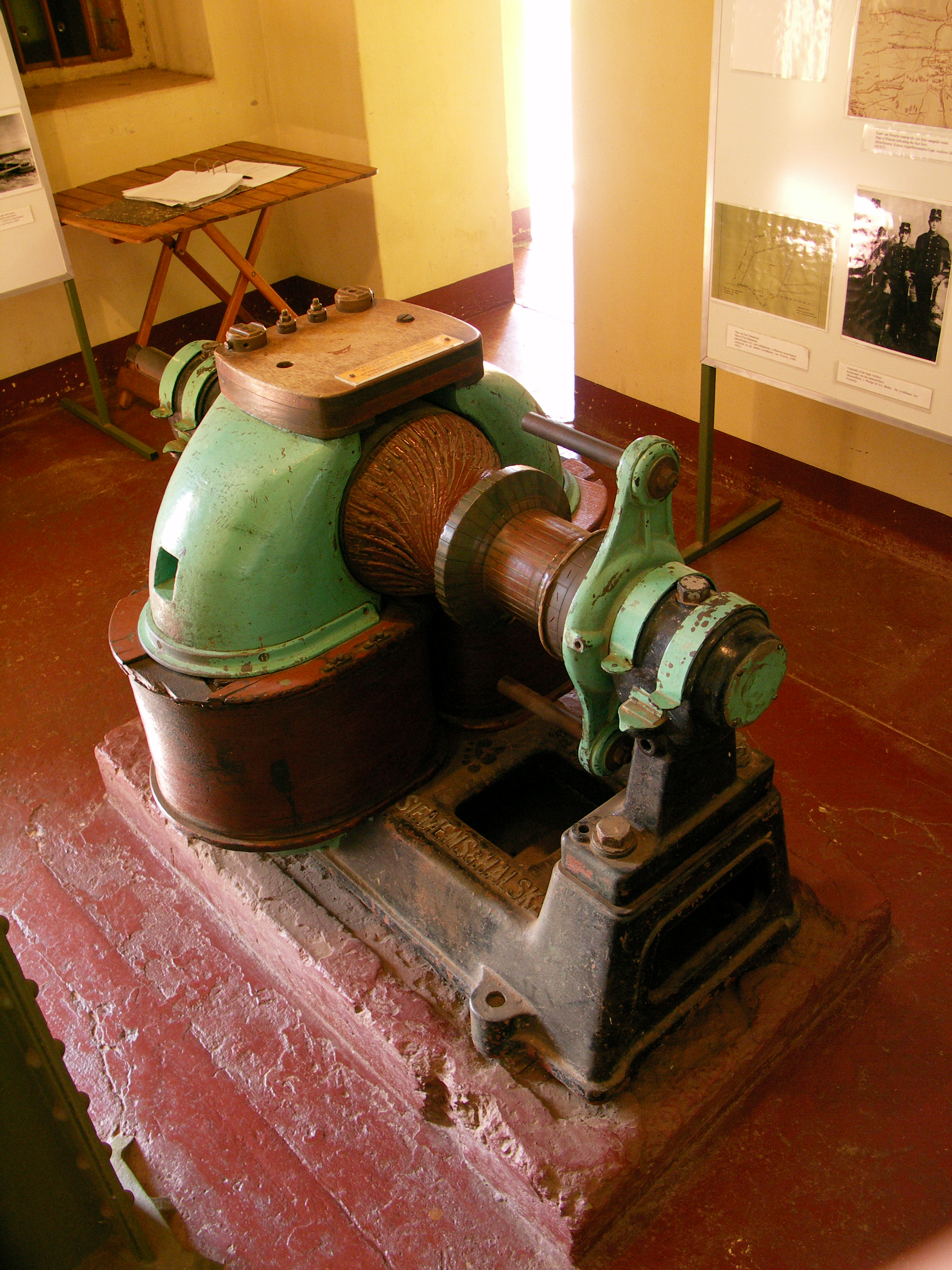
Generador eléctrico Siemens & Halske LH8, expuesto en Fort Klapperkop, Pretoria

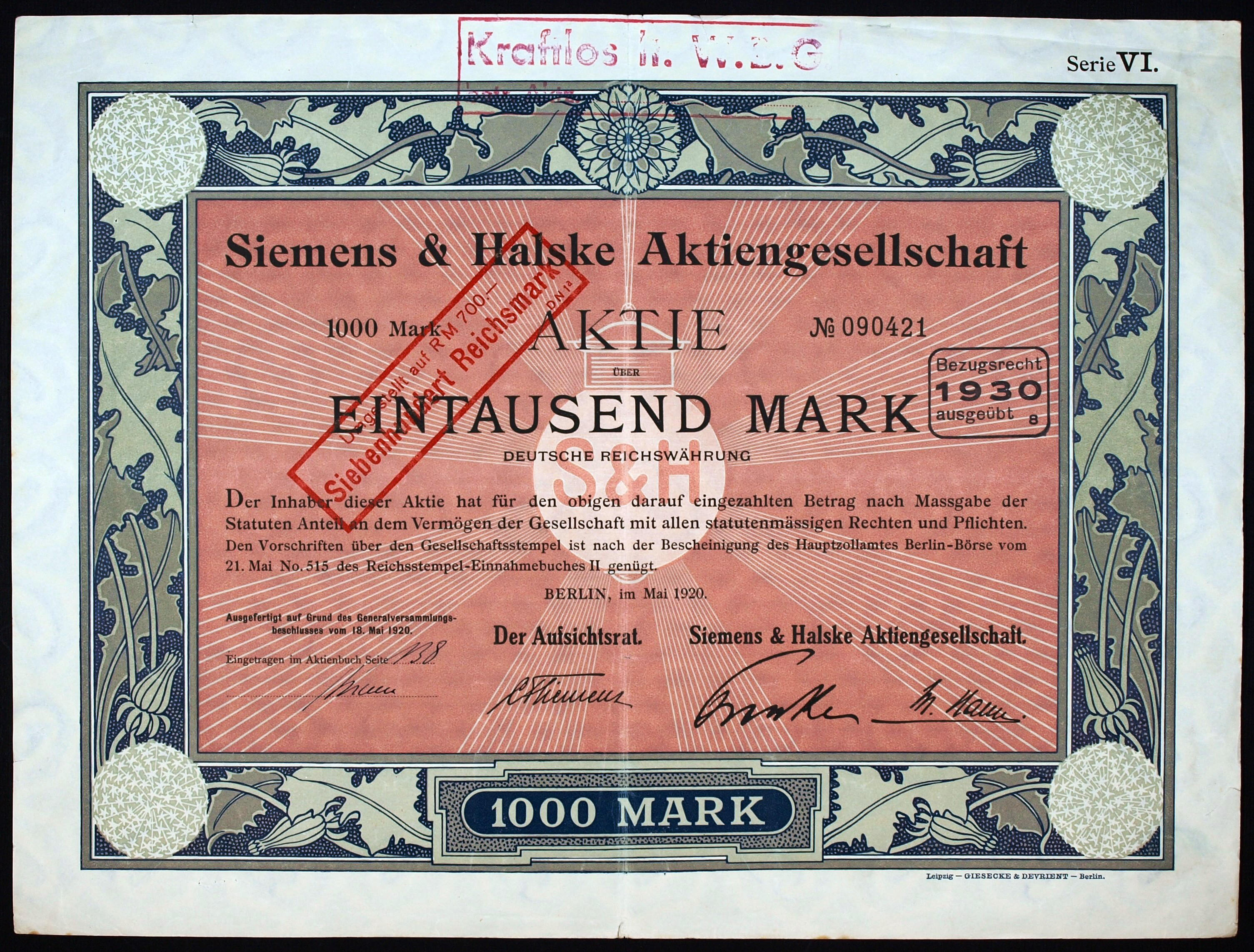
Acción de Siemens & Halske AG, emitida en mayo de 1920

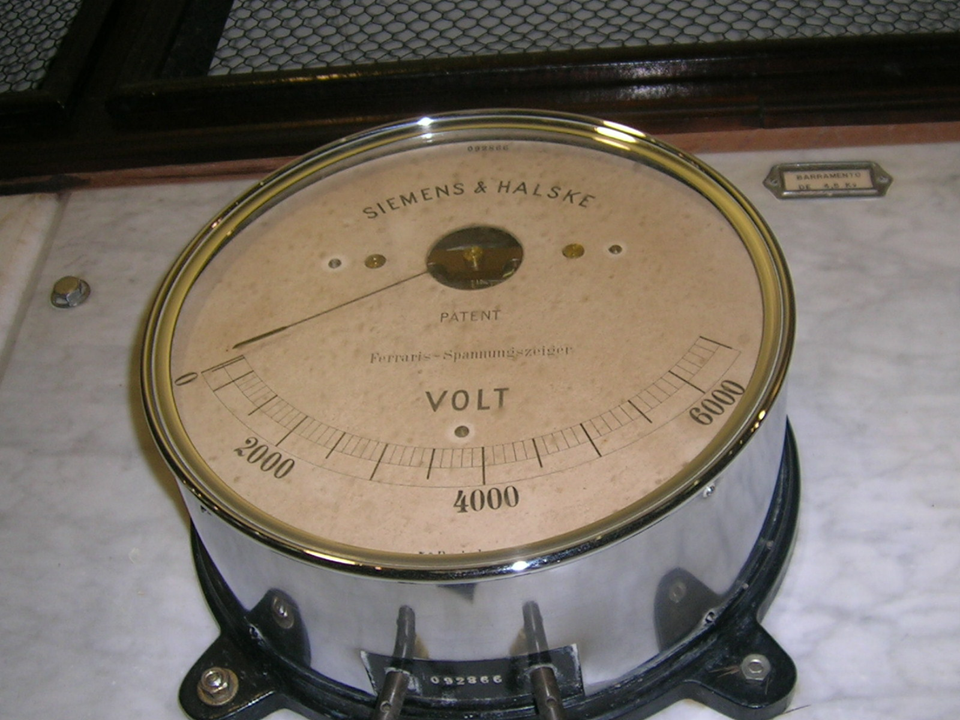
Antiguo voltímetro de Siemens & Halske

La compañía fue fundada el 12 de octubre de 1847 con el nombre de Telegraphen-Bauanstalt von Siemens & Halske por Werner Siemens y Johann Georg Halske. La empresa, ubicada en Berlín-Kreuzberg, se especializó en la fabricación de telégrafos eléctricos según la patente de Charles Wheatstone de 1837. En 1848, la empresa construyó una de las primeras líneas telegráficas europeas desde Berlín a Fráncfort del Meno. Siemens & Halske no limitó su actividad únicamente al ámbito de la ingeniería eléctrica. En 1887, Emil Rathenau había fundado Allgemeine Elektrizitäts-Gesellschaft (AEG), que se convirtió en su empresa rival durante mucho tiempo.
En 1881, Siemens & Halske construyó el Tranvía de Gross-Lichterfelde, la primera línea de transporte electrificada del mundo, en el barrio de Lichterfelde, en el sudoeste de Berlín, seguido por el Tranvía de Mödling y Hinterbrühl cerca de Viena, el primer tranvía interurbano eléctrico del Imperio austrohúngaro. En 1882 construyó la pista experimental "Elektromote", un concepto temprano de trolebús en el suburbio berlinés de Halensee. La creciente popularidad de los telégrafos y los tranvías eléctricos, así como de los generadores y motores eléctricos, aseguró un crecimiento constante para Siemens & Halske.
Werner von Siemens se jubiló en 1890, mientras que Johann Georg Halske ya había dejado la empresa en 1867. El hermano de Werner von Siemens, Karl Heinrich, junto con los hijos de Werner, Arnold y Georg Wilhelm, hicieron crecer la empresa y erigieron nuevas instalaciones de Siemens & Halske en la orilla oeste del río Spree, en el barrio berlinés de Charlottenburg, en 1897. El extenso nuevo emplazamiento de la empresa siguió creciendo y, a partir de 1899, se conoció como Siemensstadt.

## Expansión internacional
La compañía se expandió rápidamente con representantes en Gran Bretaña y Rusia, así como sus propias plantas de fabricación de cables en Woolwich y San Petersburgo. El ascenso de la empresa fue respaldado por la patente registrada por Werner Siemens de su generador eléctrico (dinamo) en 1867.

### Imperio británico
Carl Wilhelm Siemens representó a la empresa en Gran Bretaña, donde desarrolló una planta de fabricación de cables en Woolwich.

### Imperio ruso
Carl Heinrich von Siemens representó a la empresa en Rusia. Estableció la sucursal rusa de la compañía en 1853 y obtuvo un contrato para construir el sistema de telégrafo. En 1886 obtuvieron permiso para establecer la Obshchestvo Elektricheskogo Osveshcheniia (Compañía de Iluminación Eléctrica), también conocida como Compañía 1886.

## En elsigloXX
Cuando Siemens & Halske fusionó parte de sus actividades con Schuckert & Co. de Núremberg en 1903 para convertirse en Siemens-Schuckert, Siemens & Halske AG se especializó en ingeniería de comunicaciones. Durante la Primera Guerra Mundial se produjeron motores rotativos de diseño avanzado e inusual bajo la marca Siemens-Halske, como el Siemens-Halske Sh.I y el Sh.III. Más adelante, Siemens estableció varias filiales de la empresa para las que Siemens & Halske AG funcionaba como sociedad de cartera.
Durante el Segunda Guerra Mundial, la compañía utilizó mano de obra esclava de los campos de concentración. Entre otros equipos, produjeron teléfonos de campo del tipo "Feldfernsprecher 33"

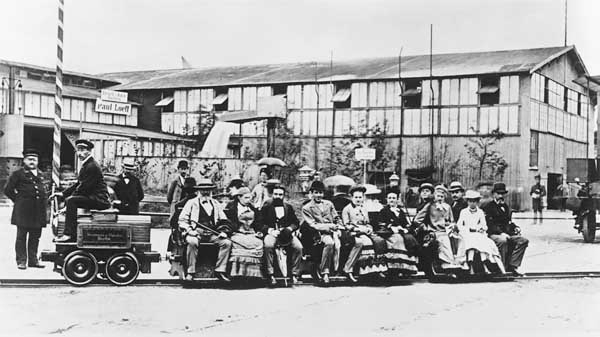
Ferrocarril eléctrico Siemens & Halske en la Exposición de Berlín de 1879.
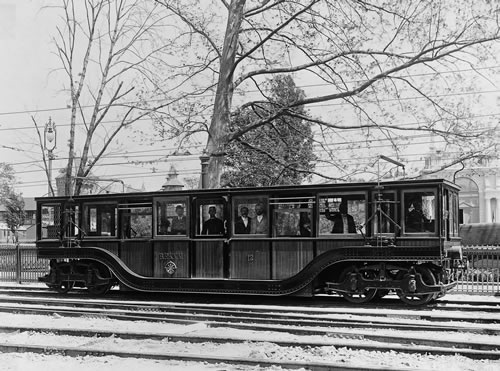
El metro de Budapest, primer metro de Europa continental. (1896).
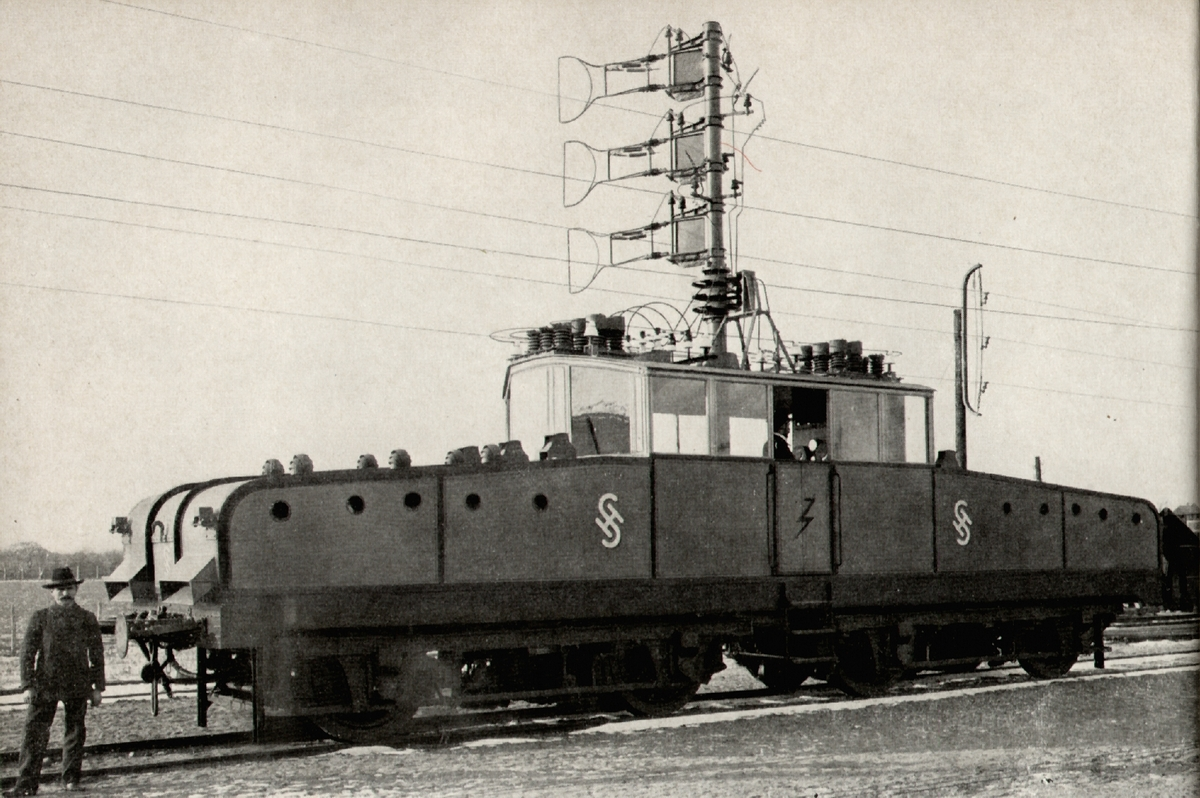
Locomotora eléctrica experimental S&H (1902).
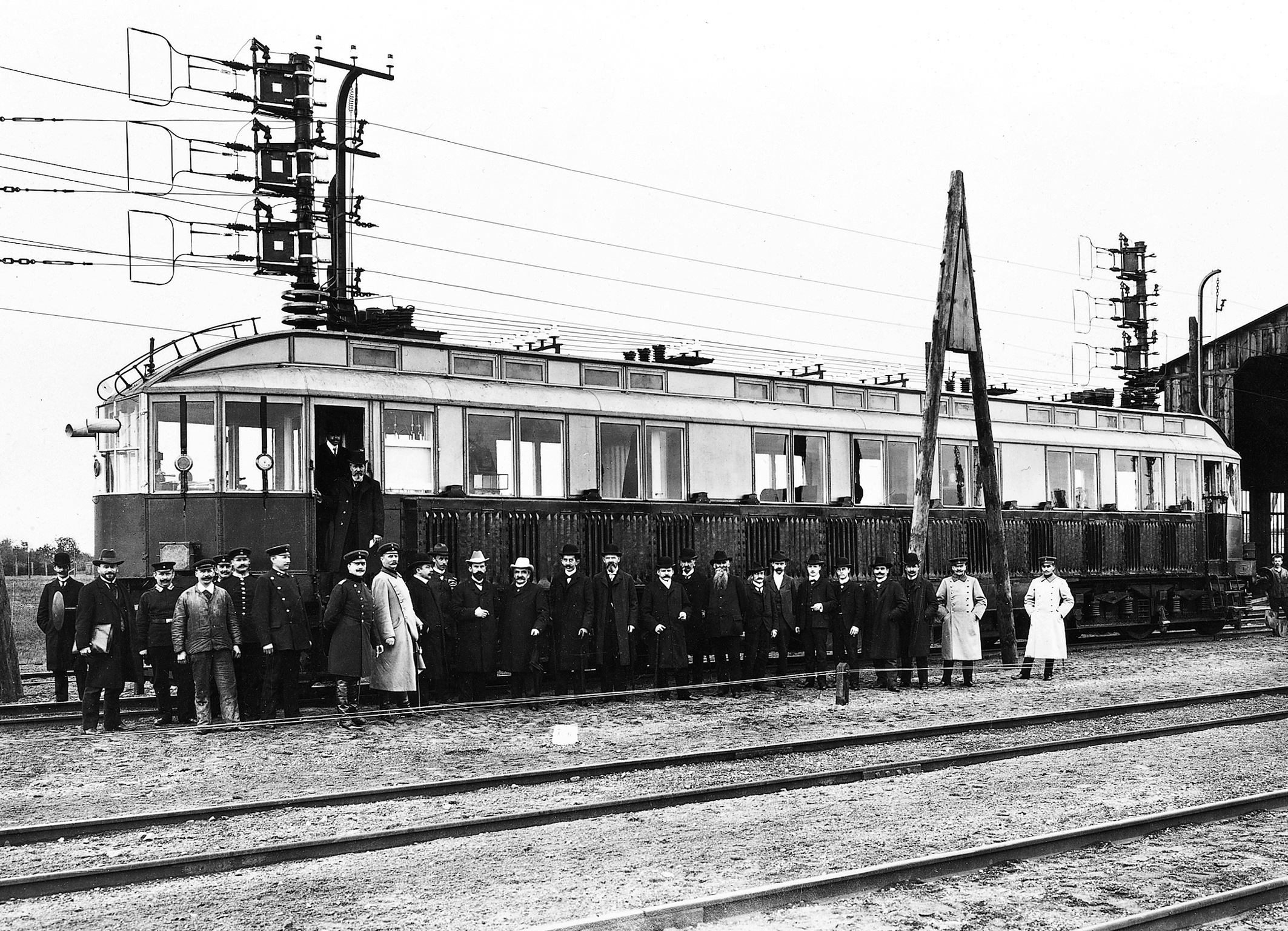
Tren eléctrico experimental de alta velocidad capaz de alcanzar 210 km/h. (1903).